# Louka u Vojkova
Louka u Vojkova je přírodní památka severovýchodně od Tehova v okrese Praha-východ ve Středočeském kraji. Tvoří ji louka mezi silnicí I/2 a korytem potoka Rokytka s výskytem ohrožených druhů rostlin jako je prstnatec májový, kosatec sibiřský nebo srpice barvířská.

## Historie
V chráněném území se hospodaří lukařským způsobem a pokosená tráva slouží při chovu zvířat. V případě vlhčího počasí bývá louka kosena jen částečně nebo vůbec, protože podmáčená místa znemožňují odvoz trávy. Chráněné území vyhlásil Krajský úřad Středočeského kraje v kategorii přírodní památka s účinností od 19. května 2023. O lokalitu se od roku 2003 starají dobrovolníci ze ZO ČSOP Ekocentrum Říčany.

## Přírodní poměry
Přírodní památka s rozlohou 0,87 hektaru leží v katastrálním území Tehov u Říčan. Nachází se v Benešovské pahorkatině v nadmořské výšce 411–413 metrů asi dva kilometry severovýchodně od Tehova. V blízkosti severního okraje přírodní památky vede silnice I/2.

### Abiotické poměry
Geologické podloží tvoří hrubozrnné biotitické žuly středočeského plutonu, které jsou překryté kvartérními
sedimenty. V geomorfologickém členění Česka přírodní památka leží v Benešovské pahorkatině, konkrétně v jejím podcelku Dobříšská pahorkatina a okrsku Jevanská pahorkatina. Louka má plochý reliéf a jejím středem vede neudržovaná mělká odvodňovací strouha. Okolní krajina je mírně zvlněná a rozčleněná drobnými vodními toky. Porůstají ji hospodářské lesy, ale nelesní pozemky slouží obvykle jako pole a plochy pro rozrůstající se obytnou zástavbu. Nivní půdy na nejvlhčích místech louky přechází do glejů. Jižní hranici území lemuje koryto potoka Rokytky, které zde má charakter meandrujícího toku s přirozenou dynamikou vývoje. V podélném profilu jsou patrná místa, kde dochází k vylévání vody z břehů, vznikajících meandrů a agradačních valů. Koryto potoka a přilehlá údolní niva jsou součástí předmětu ochrany v přírodní památce.
V rámci Quittovy klasifikace podnebí se přírodní památka nachází v mírně teplé oblastí MT9, pro kterou jsou typické průměrné teploty −3 až −4 °C v lednu a 17–18 °C v červenci. Roční úhrn srážek dosahuje 650–750 milimetrů, počet letních dnů je čtyřicet až padesát, počet mrazových dnů se pohybuje mezi 110 až 130 a sněhová pokrývka zde leží šedesát až osmdesát dnů v roce.

### Flóra
Přírodní památka byla vyhlášena k ochraně ekosystémů a společenstev vlhkých pcháčových luk (34 % rozlohy) a střídavě vlhkých bezkolencových luk (23 % rozlohy). Na nich hojně roste prstnatec májový (Dactylorhiza majalis) a vzácněji kosatec sibiřský (Iris siberica) a srpice barvířská (Serratula tinctoria). Z dalších vzácnějších druhů rostlin na louce roste ostřice trsnatá (Carex cespitosa), ostřice oddálená (Carex distans), ostřice dvouřadá (Carex disticha), ocún jesenní (Colchicum autumnale) a upolín nejvyšší (Trollius altissimus).

### Fauna
Živočišné druhy na lokalitě se nijak neodlišují od širšího okolí. Na louce by mohly žít vzácnější druhy hmyzu, ale jeho monitoring nebyl proveden. V botanicky méně hodnotné části louky by bylo možné vybudovat tůň, která by podpořila populaci obojživelníků. Z nich se na louce vyskytuje skokan hnědý (Rana tamporaria). Z dalších živočichů se lze na louce setkat s myškou drobnou (Micromys minutus), hrabošem mokřadním (Microtus agrestis), ještěrkou obecnou (Lacerta agilis) nebo slepýšem křehkým (Anguis fragilis).